# Лука (рослинність)

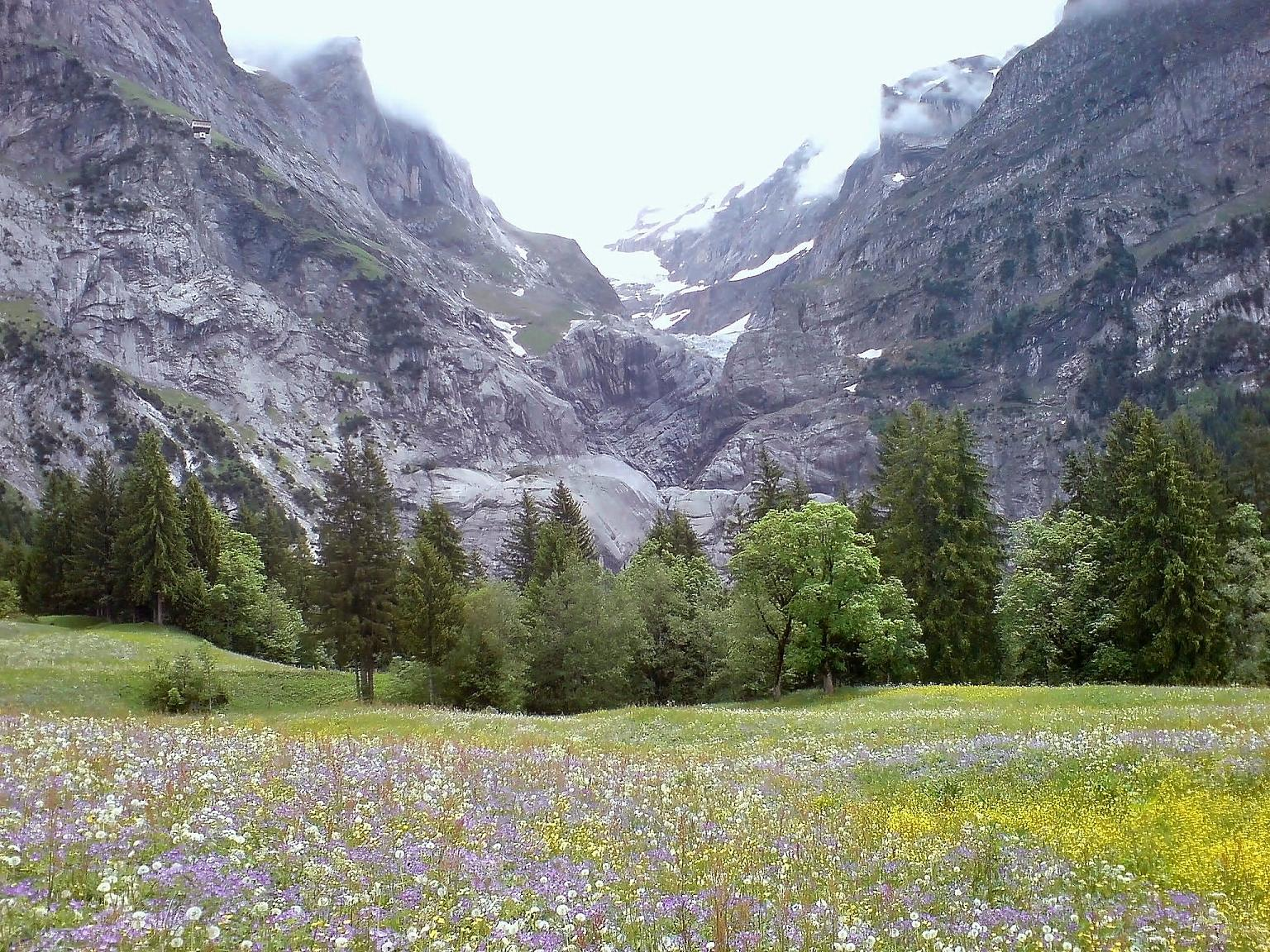
Гірська лука

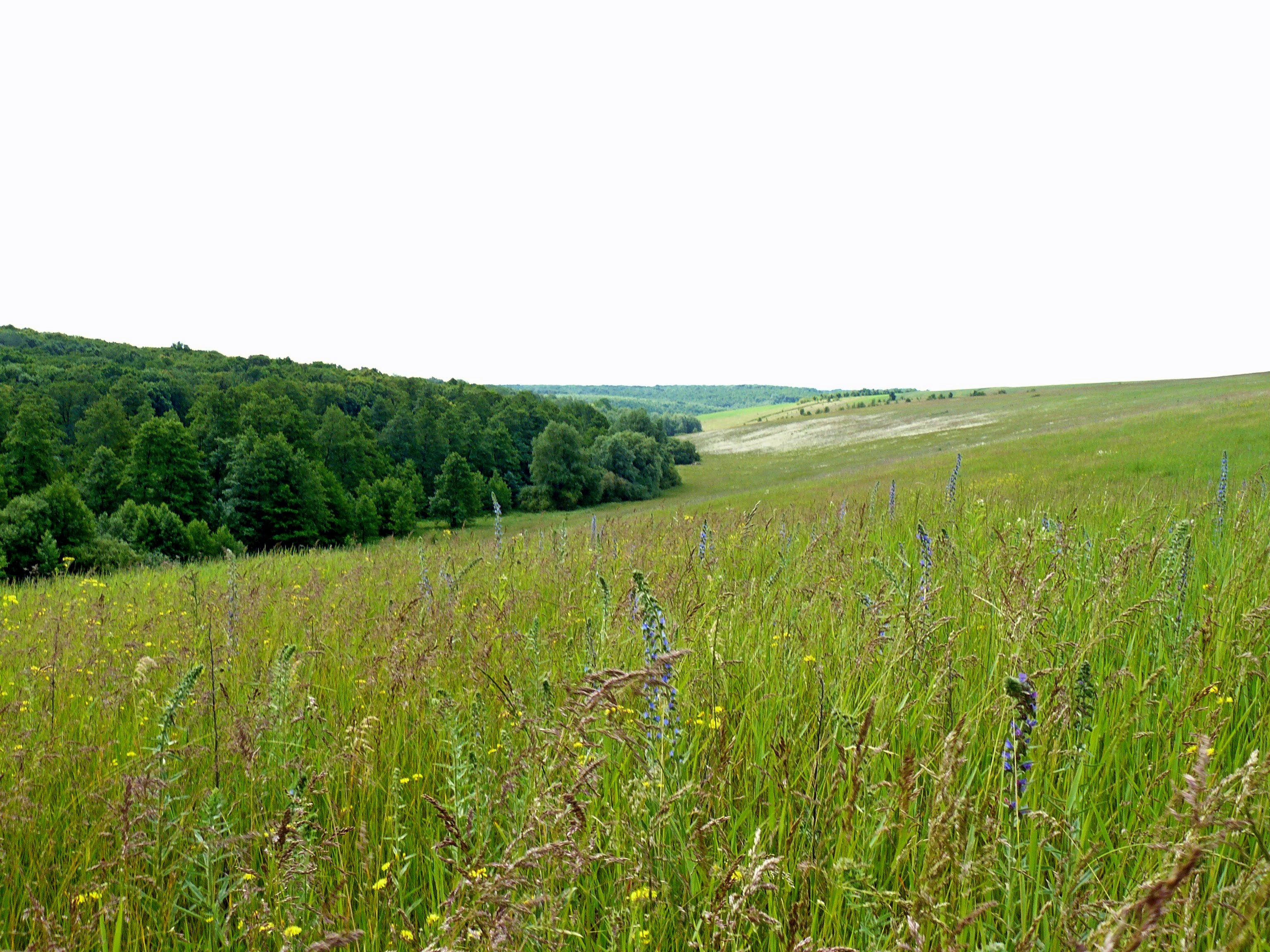
Лучний степ в Україні

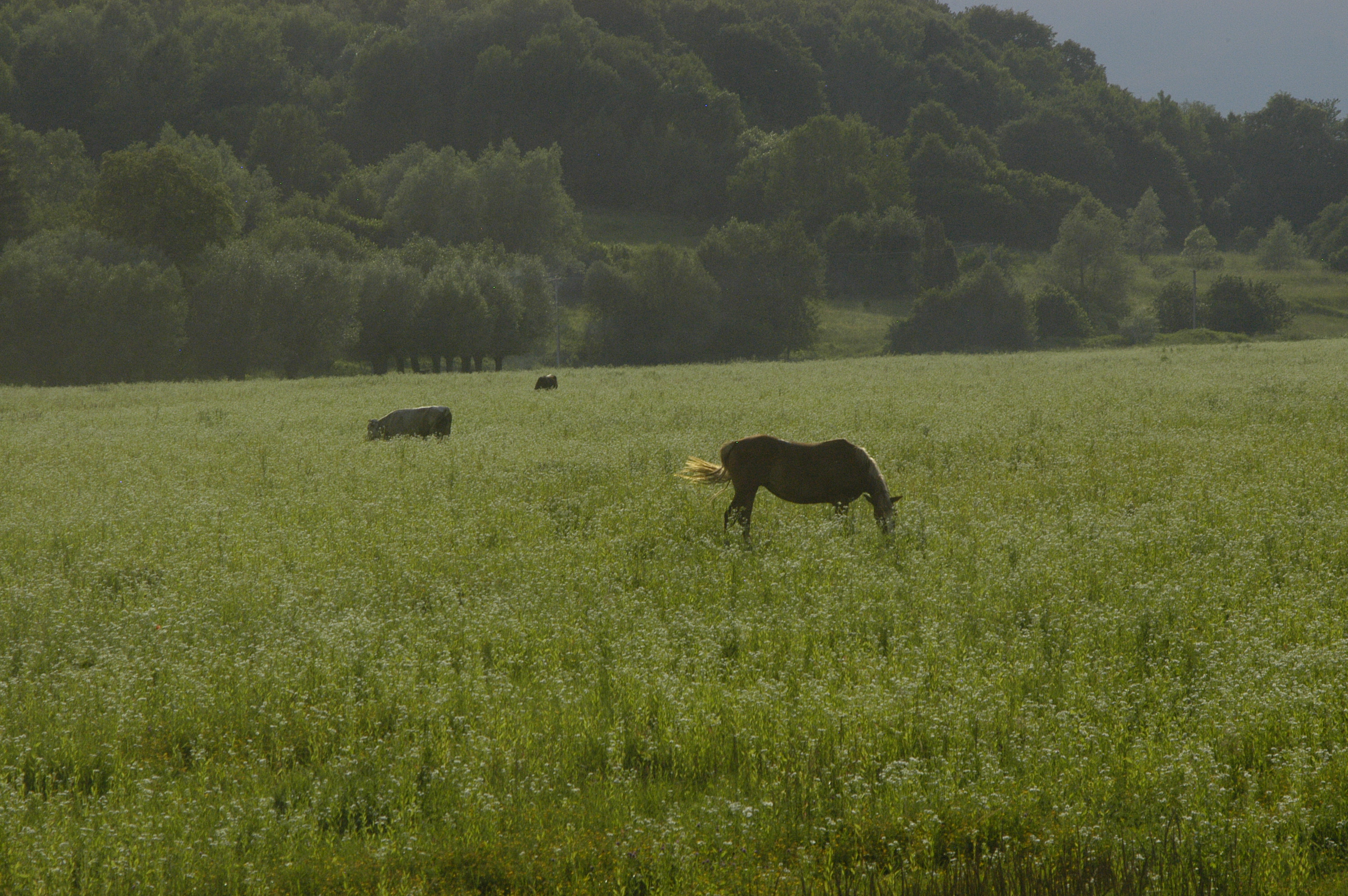
Прикарпатська лука

Лу́ки, або луг — ділянка ґрунту в умовах достатнього або надмірного зволоження, вкрита переважно багаторічними трав'янистими рослинами, переважно злаками та осоковими. Зазвичай луки використовують як пасовища для домашньої худоби та як сіножаті. Всі луки характеризуються наявністю травостою та дерену.

## Термінологія
Терміни лука і луг за походженням сходять до двох фонетичних варіантів індоєвропейського кореня зі значенням «гнути, кривити» — *lenk- і *leng-, звідки походять прасл. *lǫka і *lǫgъ відповідно. Первісним значенням обох слів було «кривизна».
У давньоруській мові слово лꙋка позначало «вигин», зокрема «вигин річки», а також «хитрість, підступність». Ця семантика збереглася в укр. лука́ («вигин краю сідла»; «вигин річки або берега моря») і лукавий («хитрий, підступний»). Водночас д.-рус. лꙋгъ вживалося в значеннях «ліс», «болото», «низина», «заплавна лука».
З XV століття ст.-укр. лꙋка засвідчене в сучасному розумінні «рівна місцевість, вкрита трав'янистою рослинністю», а лꙋгъ — у значенні «поросла лісом низина», яке відбилося в назві Великого Лугу. Іще на початку XX століття «Словарь української мови» Бориса Грінченка подавав укр. луг винятково в давньому значенні, що досі живе в літературній мові як застаріле.
У сучасній мові лу́ка і луг вважаються синонімами, хоча останнє часто позначає луку, котра поросла кущами.

## Класифікація
Луки класифікуються за місцем розташування на материкові, гірські та заплавні.
Найкращі і найпродуктивніші луки у долинах річок, де дерева не можуть рости через поверхневі води.

## Галерея

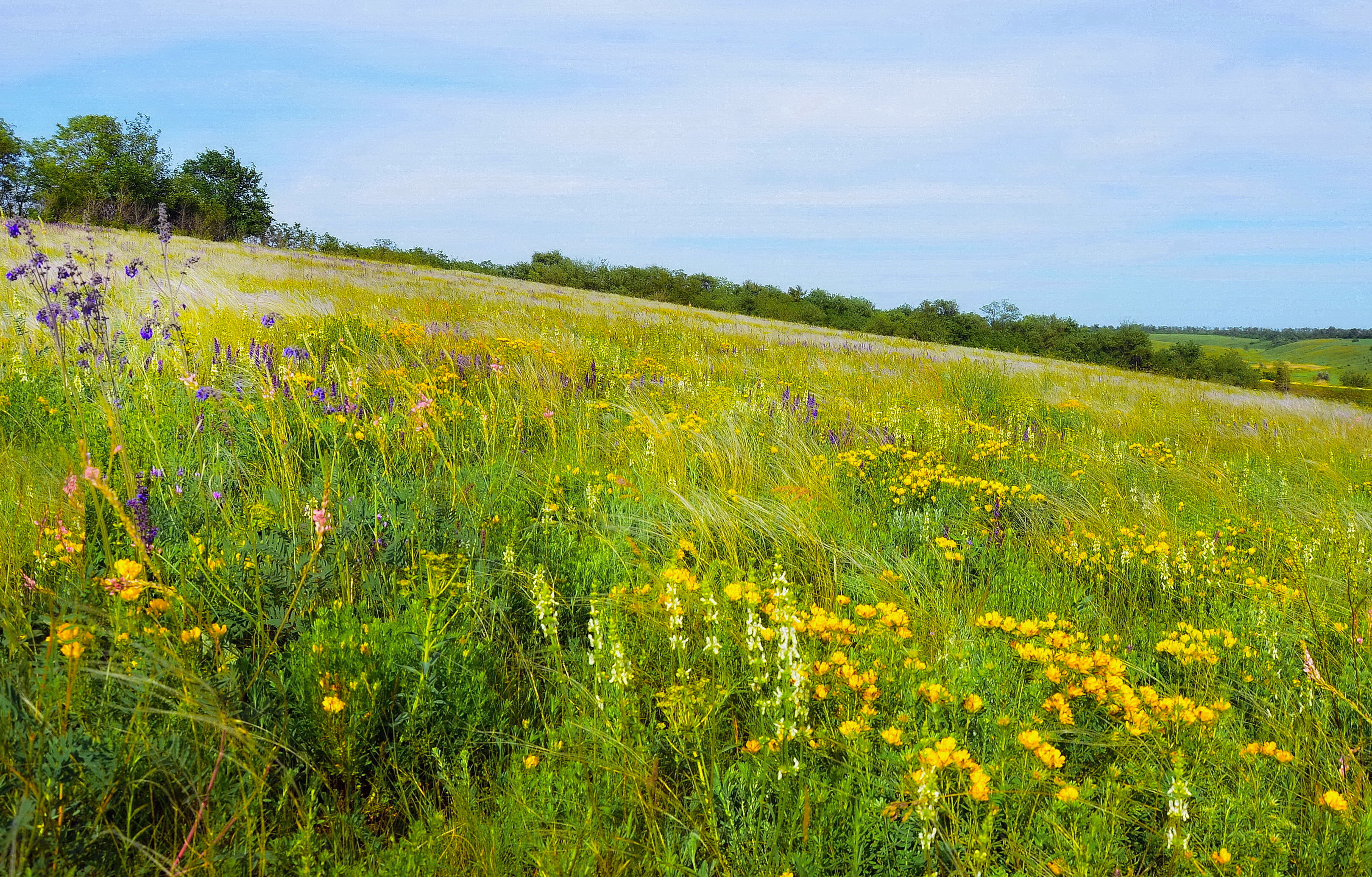
Луки в червні
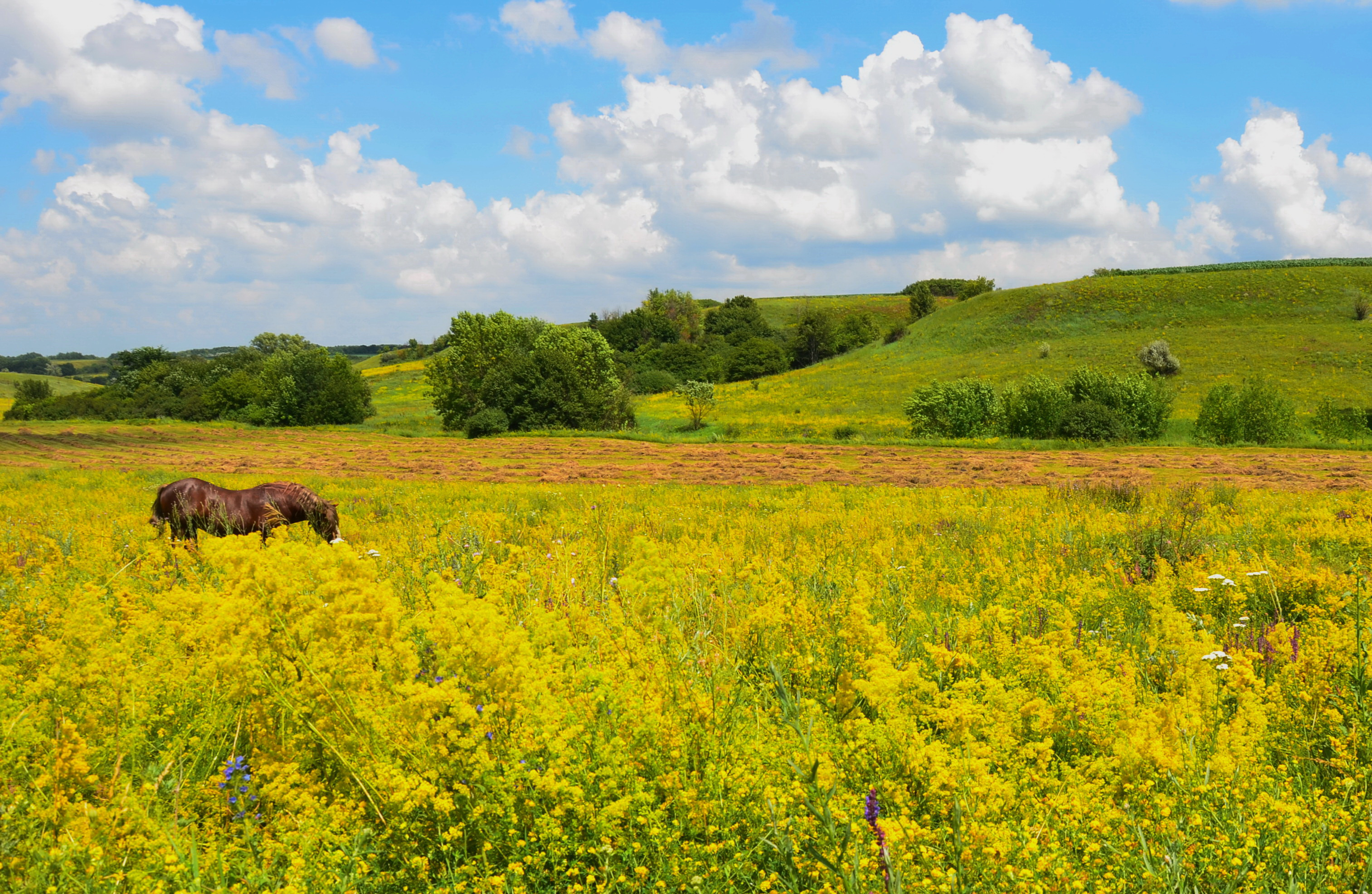
Луки біля с. Батьки
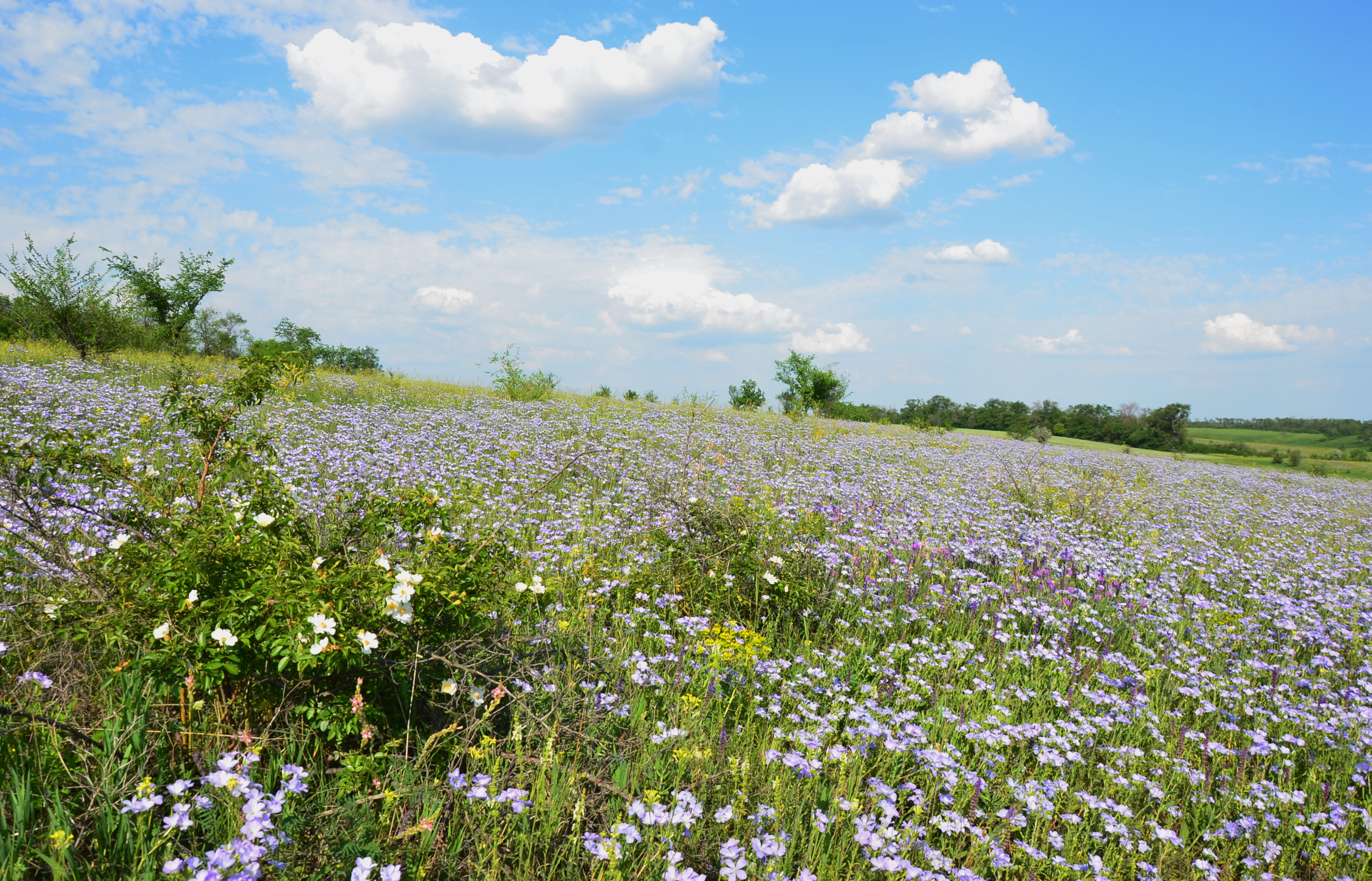
Льон на луках Січеславщини
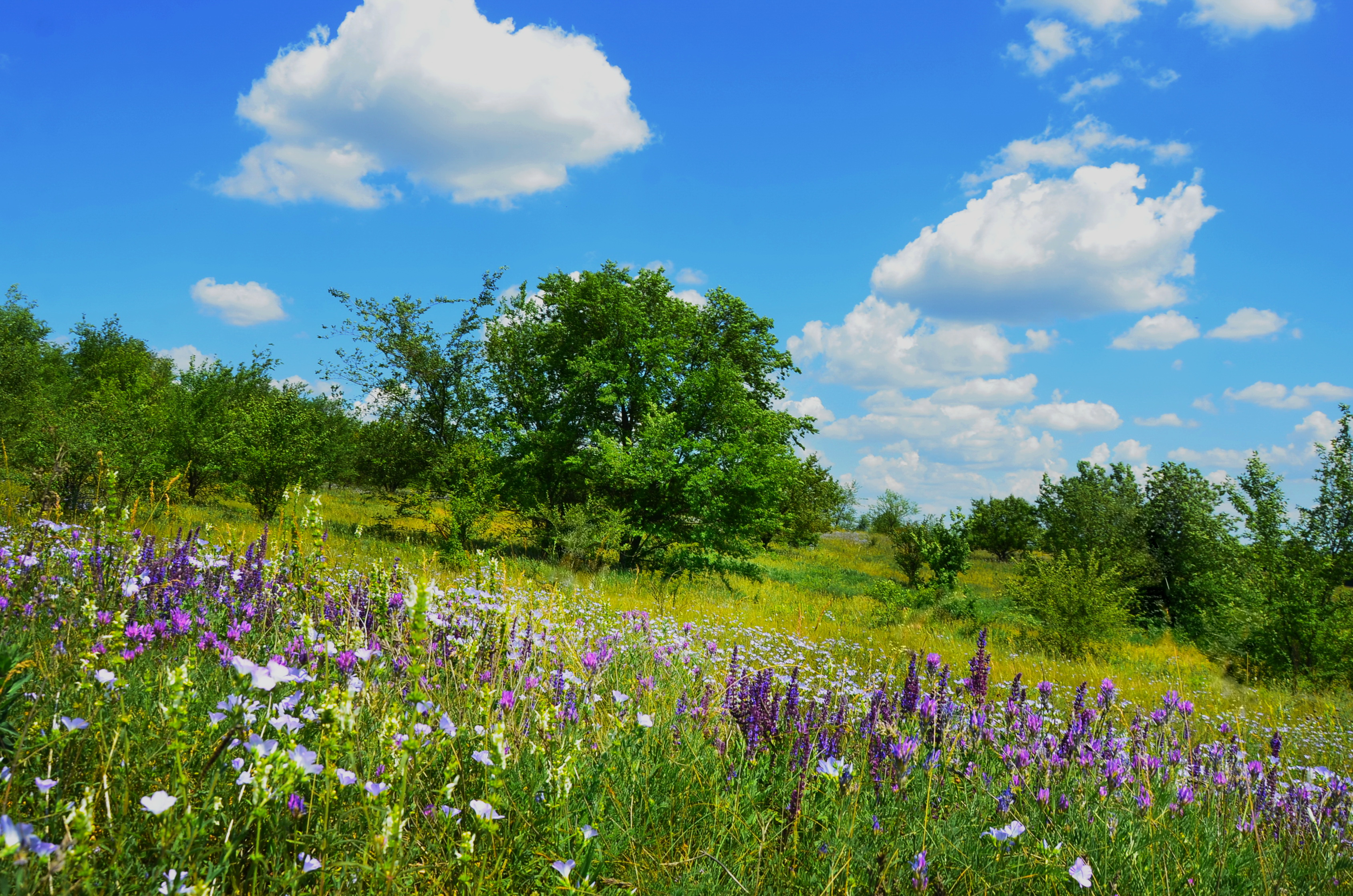
Червневий луг біля Лозуватки
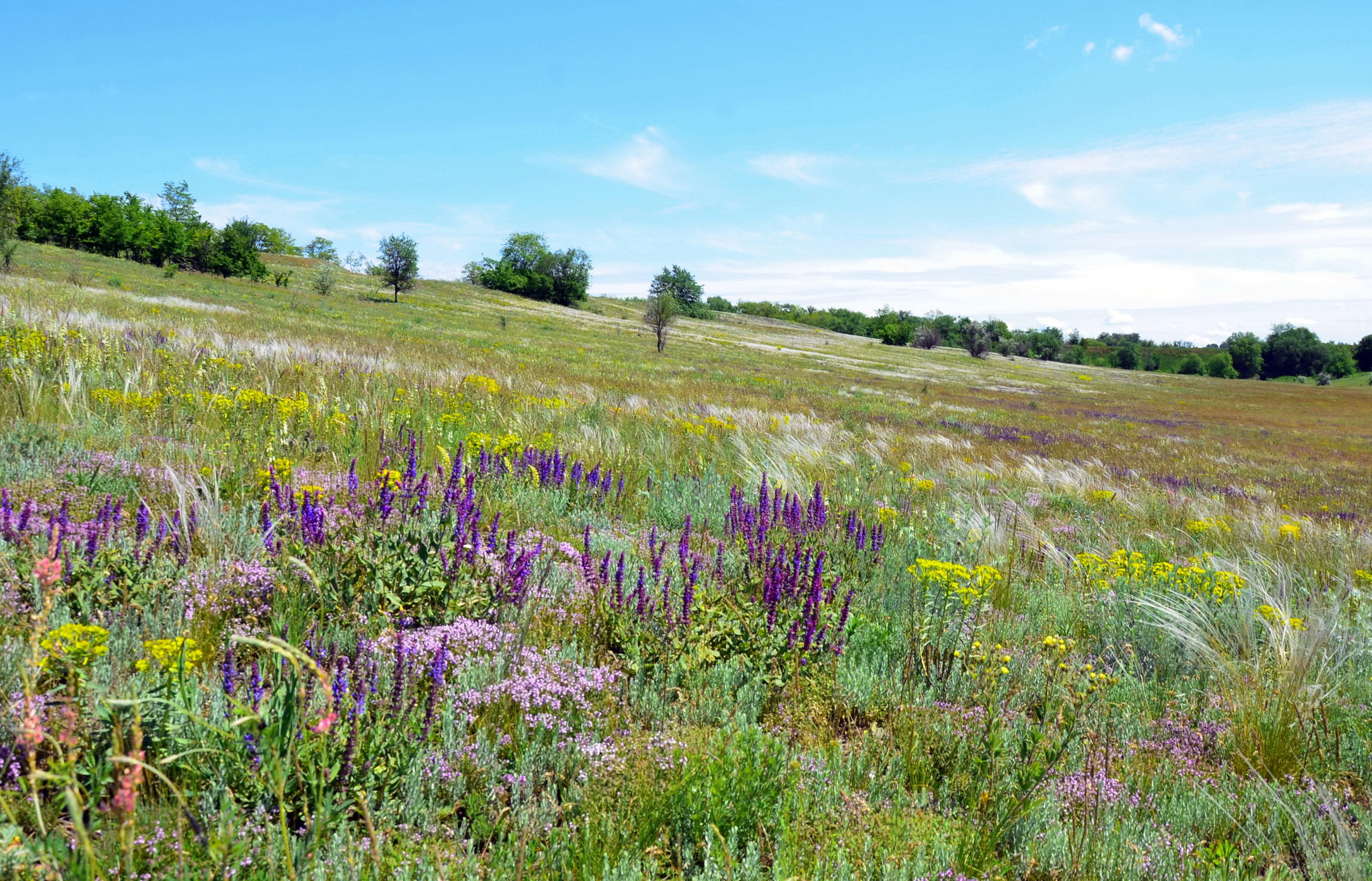
Чебрець на степовому лузі
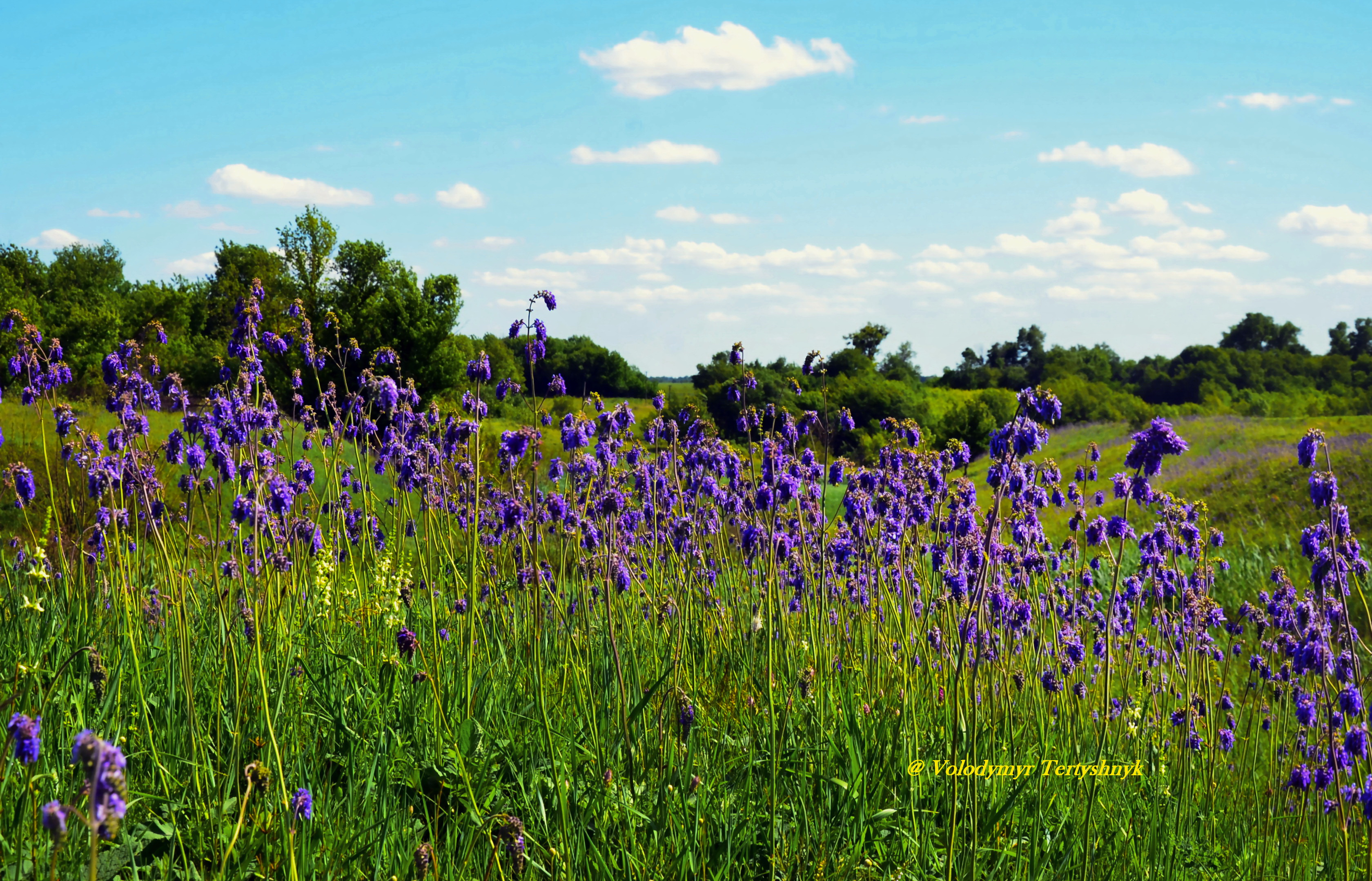
Шавлія поникла на луках Сумщини
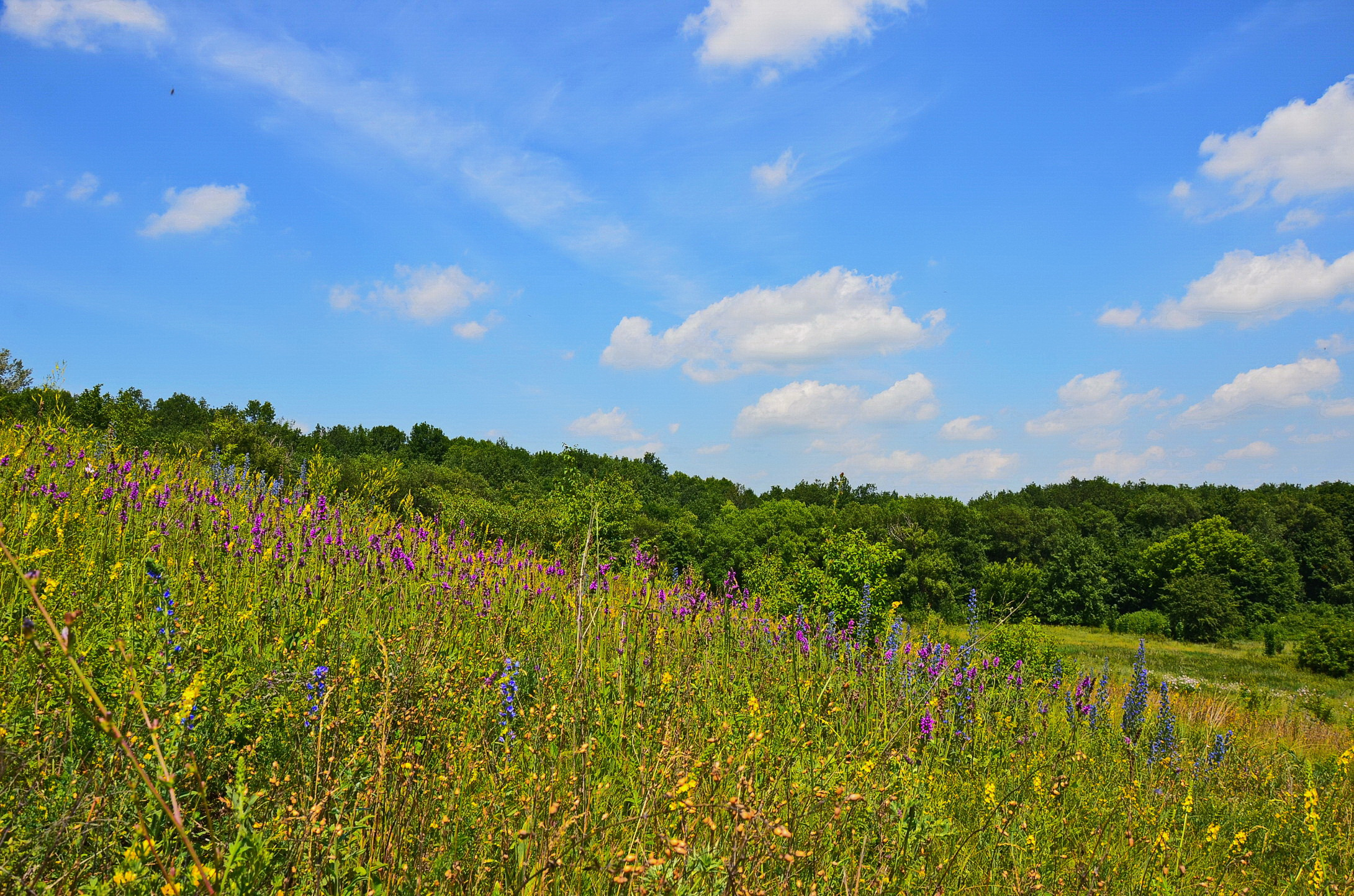
Лучні трави коло лісу
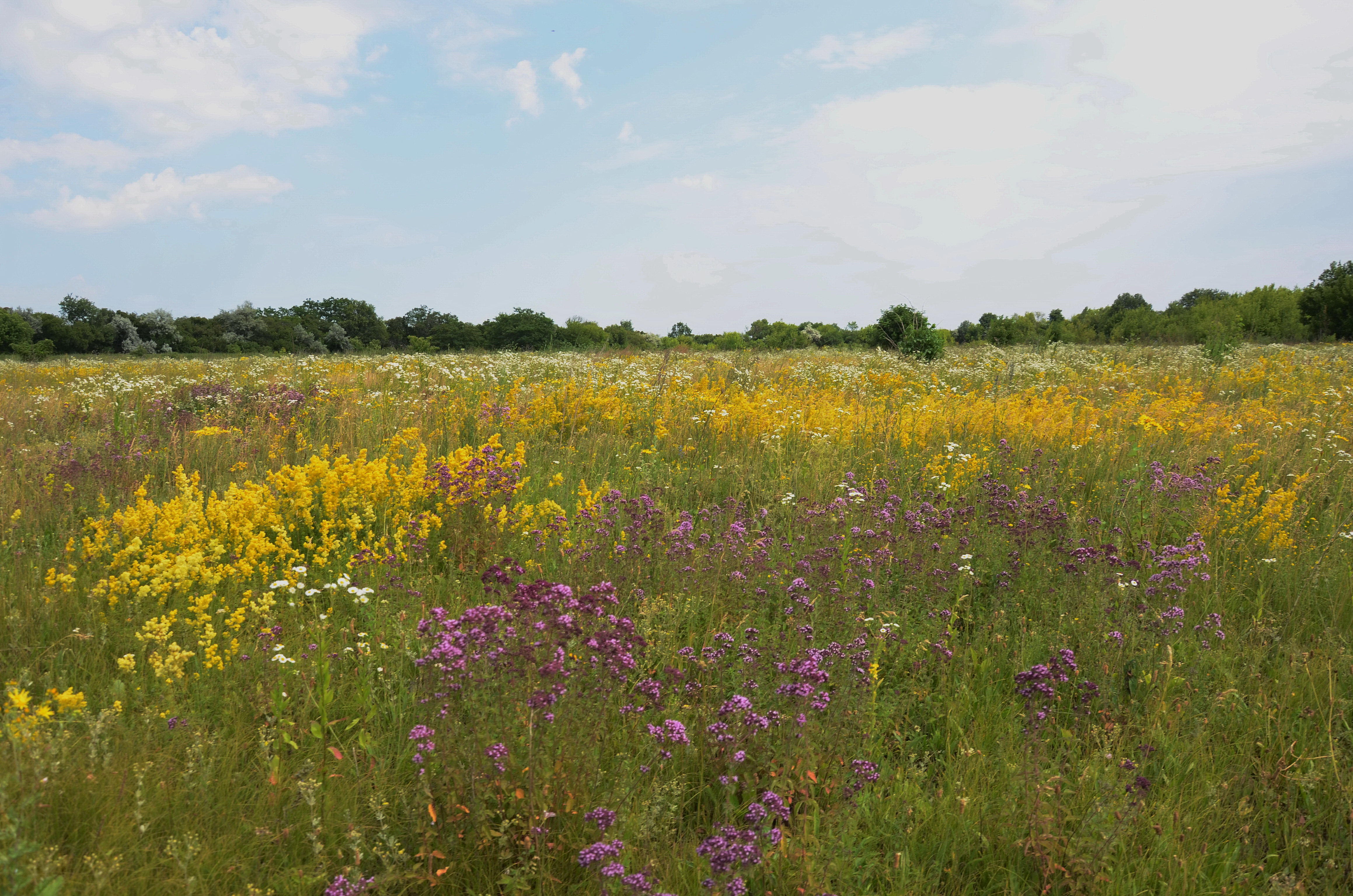
Материнка в лузі
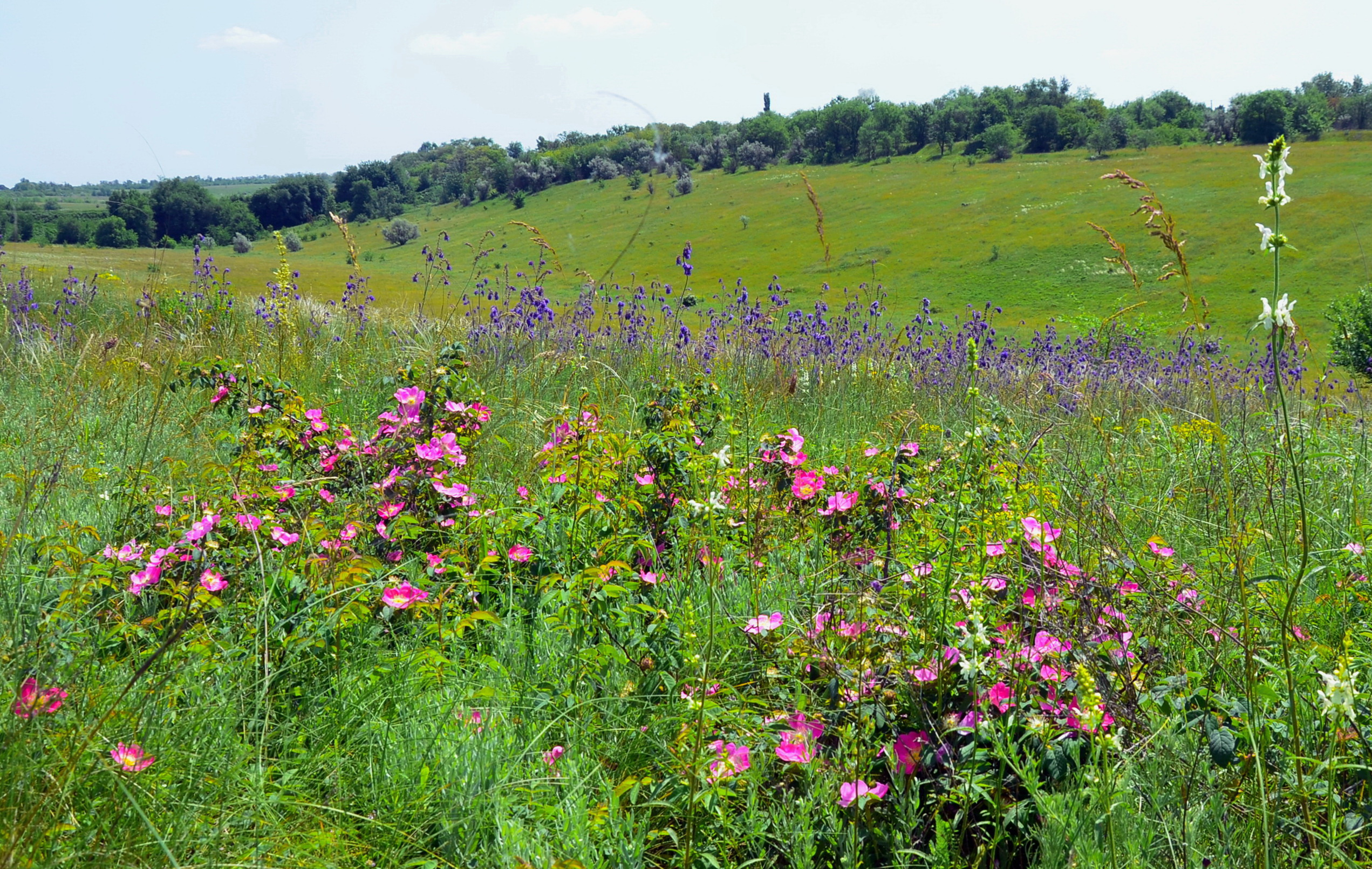
Квітучі луки Січеславщини
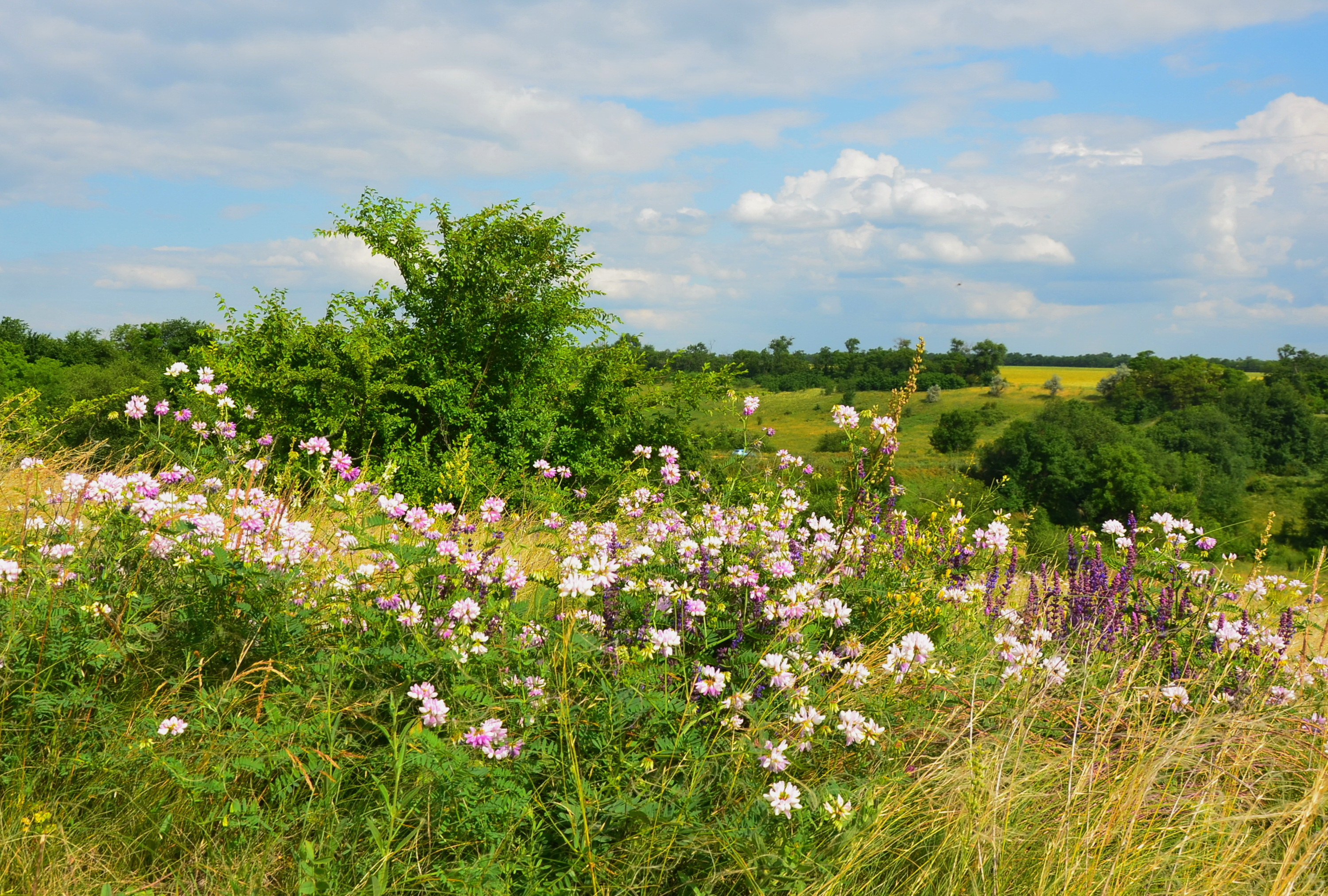
Лучні квіти України
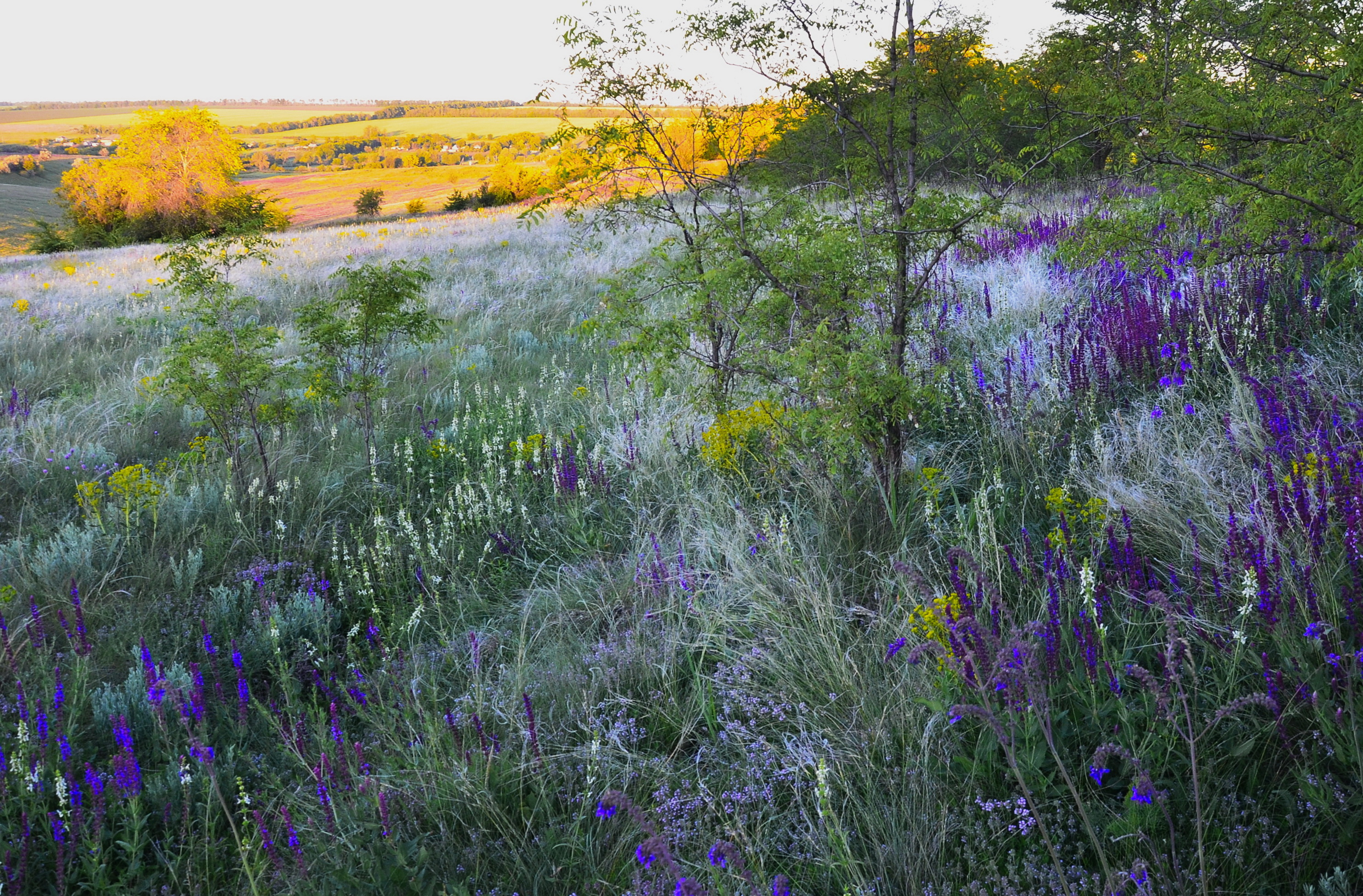
Ковила з шавлією на лузі
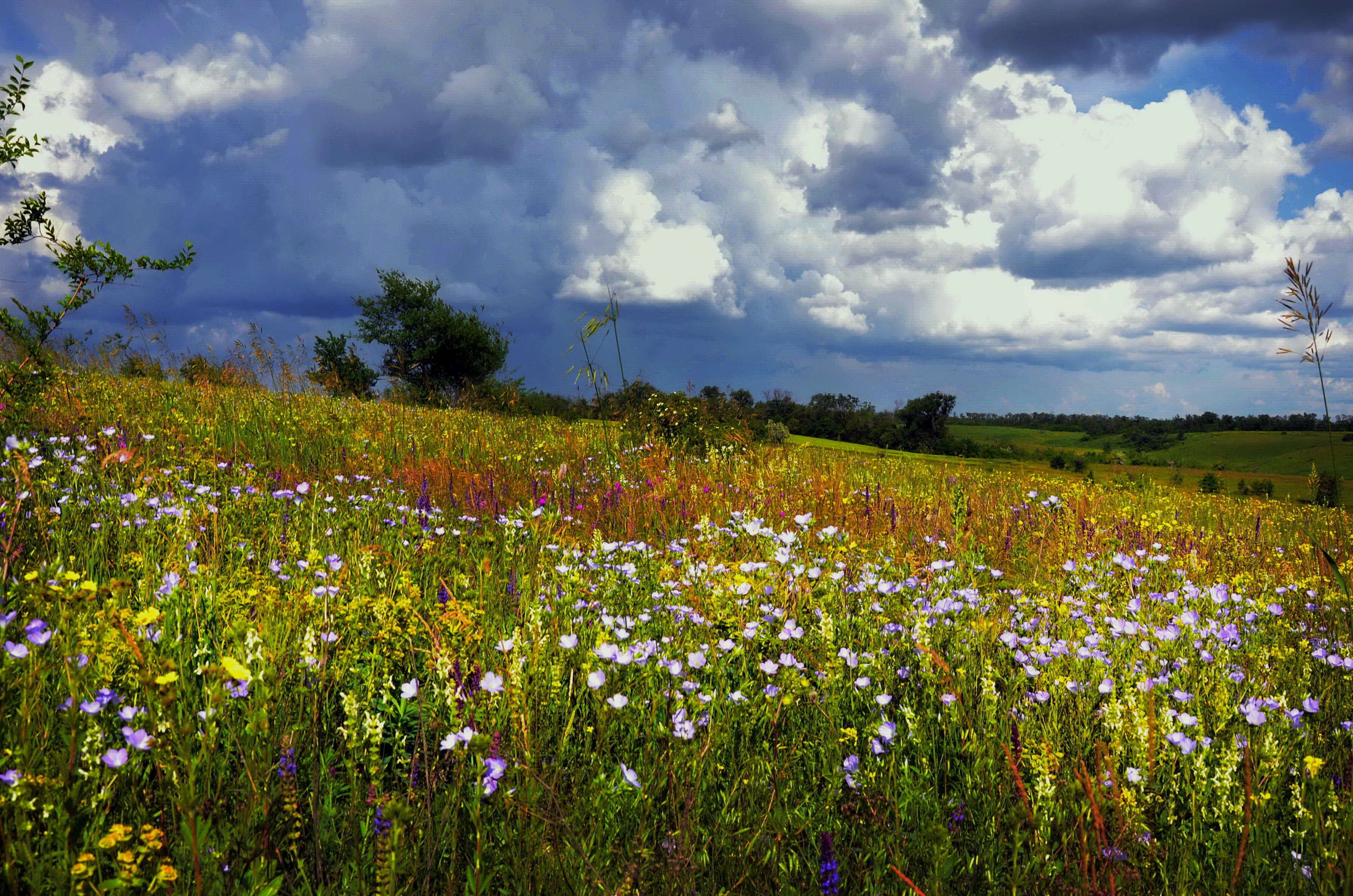
Заквітчаний луг
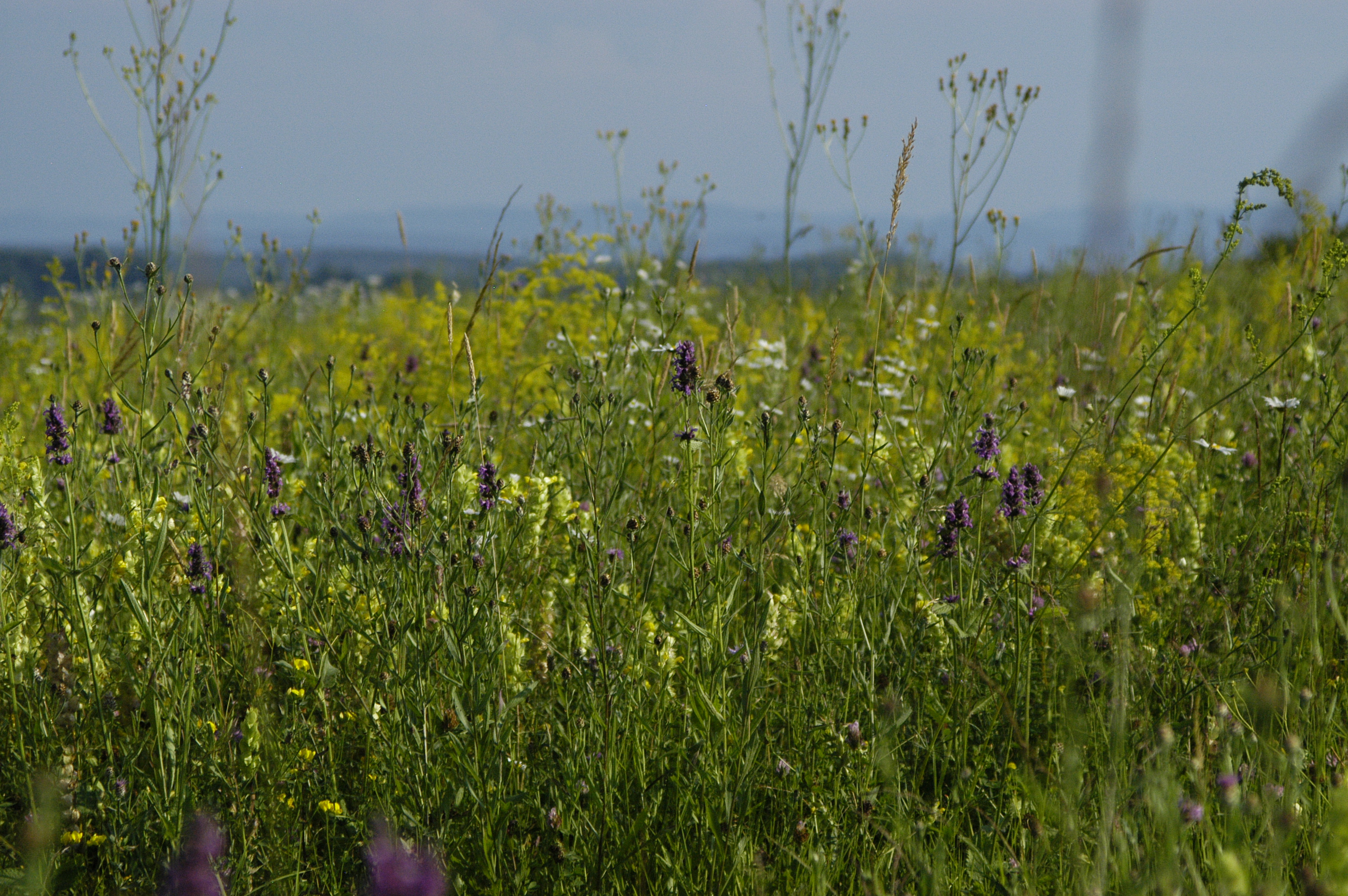
Прикарпатська лука